# جيم هدسون
جيم هدسون (بالإنجليزية: Jim Hudson)‏ هو لاعب كرة قدم أمريكية أمريكي، ولد في 31 مارس 1943 في ستوبنفيل في الولايات المتحدة، وتوفي في 25 يونيو 2013 في أوستن في الولايات المتحدة.

## وصلات خارجية
- جيم هدسون على موقع مرجع كرة القدم المحترفة.كوم (الإنجليزية)